# Caesar IV
Caesar IV è un videogioco manageriale strategico in tempo reale sviluppato da Tilted Mill Entertainment, pubblicato in Italia il 14 ottobre 2006. È il quarto capitolo della serie di Caesar ed è dotato di un motore grafico tridimensionale e modelli individuali di comportamento umano per i personaggi.
Così come i suoi predecessori, a partire dal 1993, il gioco simula l'amministrazione di una città del periodo della Roma antica. In questa versione è stata implementata anche la modalità online per il gioco in multiplayer.
Dal 30 maggio 2016, il gioco è disponibile su GOG.com.

## Caratteristiche e differenze con i capitoli precedenti
Caesar IV è stato pubblicato con caratteristiche 3D variabili e realistiche invece che con la visuale 2D isometrica dei capitoli precedenti. Inoltre, gli edifici e le strade possono essere posizionate con angoli di 45 gradi rispetto alla griglia di gioco, oltre che allineati con la stessa, consentendo così ai giocatori di creare disposizioni diverse.
Secondo Tilted Mill, l'aspetto militare del gioco in Caesar IV doveva essere completamente ridisegnato rispetto a quello in Caesar III e Caesar II. A parte i miglioramenti dal punto di vista grafico, però, le novità rilevanti sotto questo aspetto sono poche.
Due rilevanti differenze invece sono: aver creato vari tipi di Mercato per ogni categoria di beni e, aver distinto la popolazione in tre classi distinte con abitazioni distinte.

## Scenari
Il gioco è diviso in tre parti, ognuna segnanti le tre epoche di Roma, ovvero quella monarchica (ovvero il tutorial), quella repubblicana e quella imperiale; entrambe queste due epoche sono divise in missioni economiche e militari, percorsi alternabili a piacimento come in Caesar III.
In aggiunta, vi sono cinque scenari sandbox (ovvero Amida, Corduba, Cirene, Djedu e Roma, quest'ultima giocabile solo per quelli che hanno preordinato il gioco direttamente dalla Tilted Mill Entertainment); in questi cinque scenari, il rango è sempre Questore. È anche disponibile un editor per creare i propri scenari.

## Accoglienza
| Testata                          | Giudizio |
| -------------------------------- | -------- |
| Metacritic (media al 30-01-2020) | 74/100   |
| PC Zone                          | 73/100   |
| Computer Games Magazine          | 4/5      |
| Multiplayer.it                   | 7,6/10   |
| GameSpot                         | 7,7/10   |

Sebbene il gioco sia stato accolto positivamente, non sono mancate lamentele riguardo crash, problemi all'interfaccia utente, lag e gameplay in parte ripetitivo.